# سامان صفا
سامان صفا (بالفارسية: سامان صفا) هو لاعب كرة قدم إيراني في مركز حراسة المرمى، ولد في 30 سبتمبر 1985 في طهران في إيران. لعب مع نادي باس طهران ونادي باس همدان ونادي فولاد خوزستان ونادي مس كرمان.

## وصلات خارجية
- سامان صفا على موقع قاعدة بيانات كرة القدم.إي يو (الإنجليزية)
- سامان صفا على موقع Soccerway.com (الإنجليزية)